# 尹大衛
尹大衛 KC MLA （1976年—），加拿大政治人物和律師，現任卑詩省省長和卑詩新民主黨黨魁。他從2013年起以卑詩新民主黨黨員身份擔任卑詩省議會溫哥華灰角選區議員，2017年至2022年間出任賀謹政府的律政廳長，2020年至2022年間兼任專責房屋廳長。

## 早年生活及事業
尹大衛於安大略省基秦拿出生，為家中長子，父母分別為律師和教師。他就讀基秦拿的聖瑪莉中學時曾出任學生會主席，畢業後到滑鐵盧大學英文系修讀，1999年從該校獲取文學士學位後在滑鐵盧任職科技專題作者。他後到戴爾豪斯大學修讀法律，暑假期間為於溫哥華市中心東端運作的樞紐法律協會（Pivot Legal Society）擔任義工。他於2004年從戴爾豪斯大學獲取法學博士學位，並於2005年獲取卑詩省執業律師資格。
他畢業後曾短暫於聯邦政府司法部任職人權律師，但不久則返回樞紐法律協會，專責溫市中心東端的無家可歸者和可負擔房屋議題。他於2009年-13年則出任卑詩公民自由協會行政總監，期間曾於卑詩大學法律系任職客座教授。他亦曾任加拿大愛滋病法律網絡主席及加拿大另類政策研究所的研究助理。
尹大衛的妻子凱莉（Cailey Lynch）原為護士，後成為醫生，兩人育有一子一女。

## 初涉政治
尹大衛曾於2008年爭取偉景溫哥華候選人資格，以代表該黨於同年市選中競逐溫哥華市議員職務，但未能贏取該黨提名。
2011年他獲取卑詩新民主黨候選人資格，在5月11日舉行的溫哥華灰角選區補選與新任卑詩自由黨黨魁簡蕙芝角逐省議會議席，僅以不足600票之差敗於簡蕙芝。兩人於2013年5月省選在該選區再度對壘，這次尹大衛則以千餘票之差擊敗簡蕙芝，首次晉身省議會，並獲黨魁狄德安任命為新民主黨影子內閣的專上教育評議員。
狄德安於2013年9月宣布辭任新民主黨黨魁後，尹大衛曾一度考慮競逐該職，但得悉未婚妻懷孕後則放棄念頭，並改為出任賀謹競選團隊的共同主席。賀謹於2014年5月自動當選黨魁後，於同年7月任命尹大衛為該黨的旅遊、房屋、博彩及酒精政策評議員。

## 內閣廳長
尹大衛於2017年省選連任省議員，而新民主黨則在卑詩綠黨支持下籌組少數政府。尹大衛獲新任省長賀謹委任入閣為省律政廳長，同年7月18日宣誓就任，並同時成為御用大律師。他亦同時出任專責酒精、博彩及卑詩保險公司廳長。
為了獲取卑詩綠黨支持籌組政府，新民主黨承諾就選舉制度改革舉行公投。尹大衛於2017年10月4日宣布公投以郵遞方式於2018年11月末舉行，在全省獲取簡單多數便可通過。省府在2017年11月至2018年2月間就公投問題諮詢公眾。尹大衛後於2018年5月30日公布公投包含兩條問題：第一問題為選民是否同意從固有的領先者當選制改為比例代表制，第二問題則讓選民從雙重式比例代表制、聯立制和城鄉比例代表制之間作取捨。卑詩選舉局於2018年12月20日公布公投結果，61.3%選民通過保留領先者當選制。
他於2018年在省議會引入議案，容許辯方請求法庭駁回針對公眾參與的策略性訴訟，以保障省民就事關公共利益議題發表批評的權利。新民主黨過往執政期間亦曾於2001年通過類似法案，但自由黨上台執政後則將之廢除。
他於2020年省選連任後，在新民主黨多數政府中留任律政廳長，並兼任專責房屋廳長。

## 省長
尹大衛於2022年7月19日辭去律政廳長與專責房屋廳長職位參加卑詩新民主黨黨魁選舉。他競選期間提出數項措施以舒緩該省的住屋問題，包括向購入兩年內便售出的住宅徵税以遏制樓房炒賣。唯一對手杜麗貞（Anjali Appadurai）於10月20日被取消資格後，尹大衛自動當選黨魁，並於翌日被宣佈為候任省長。
他於2022年11月18日宣誓就任省長，隨即宣布兩項紓困措施，分別為提供一次性電費退款，以及為中低收入家庭新設卑詩負擔能力補助項目。

## 外部連結
- 尹大衛省議員網站：英文版 （页面存档备份，存于）/中文版 （页面存档备份，存于）
- （英文）卑詩省議會網站 尹大衛議員簡介 （页面存档备份，存于）